# Pseudanapis aloha
Espèce
Synonymes
- Gossiblemma yapensis Roewer, 1963
- Pseudanapis schauenbergi Brignoli, 1981

Pseudanapis aloha est une espèce d'araignées aranéomorphes de la famille des Anapidae.

## Distribution
Cette espèce se rencontre à Hawaï, aux îles Carolines, au Japon, en Chine, en Thaïlande, aux Fidji et en Australie en Queensland.
Elle a été introduite en Grande-Bretagne, en Allemagne, à l'île Maurice et à La Réunion.

## Description
La carapace du mâle holotype mesure 0,75 mm de long sur 0,71 mm et l'abdomen 0,96 mm de long sur 0,85 mm.
La carapace de la femelle décrite par Suman en 1967 mesure 0,49 mm de long sur 0,37 mm et l'abdomen 0,68 mm de long sur 0,60 mm.

## Publication originale
- Forster, 1959 : « The spiders of the family Symphytognathidae. » Transactions of the Royal Society of New Zealand, vol. 86, p. 269-329 (texte intégral).